# Beesel (plaats)
Beesel (uitspraakⓘ) is een plaats in de Limburgse gemeente Beesel. De plaats had 2.440 inwoners op 1 januari 2023.

## Geschiedenis
Beesel wordt voor het eerst vermeld in 1275 en vormde samen met Belfeld eeuwenlang één schepenbank. Het ontwikkelde zich als kransakkerdorp. Aan de uiteinden liggen de buurtschappen Bussereind, Ouddorp en Rijkel. In Ouddorp (ruim tweehonderd meter ten noordwesten van de huidige kerk) werd omstreeks 1400 de eerste kerk gebouwd. Lange tijd hoorden Beesel en Belfeld bij het Overkwartier of Spaans Opper Gelre en maakten deel uit van het Ambt Montfort. In 1713 kwam Beesel samen met enkele andere gemeenten als Staats-Opper-Gelre aan de Verenigde Provinciën.
Rond de 17e eeuw werd bij Beesel een vluchtschans aangelegd, de Beeselse Schans.

## Bezienswaardigheden
- Beltmolen De Grauwe Beer
- Kasteel Nieuwenbroeck
- Landgoed Oud Waterloo (1715[2], uitgebreid in 1780) aan Waterloseweg 6
- Kasteel Waterloo (1922-1923) aan Waterloseweg, ontworpen door Caspar Franssen in opdracht van markiezin Van Villers Grignoncourt van Nispen tot Sevenaer.
- Sint-Gertrudiskerk
- Sint-Antoniuskapel
- Bakhei's Kapelke
- Bussereindskapelke in Bussereind
- Kasteelskapelke of Kruiskapel bij Kasteel Nieuwenbroeck
- Drakenbeeld, op de rotonde aan de Rijksweg, de Bussereindseweg en de aansluiting met de A73, vervaardigd door Rik van Rijswick. Dit 3 ton zware beeld, dat kan vuurspuwen, werd in 2009 aan de gemeente uitgeleend, uiteindelijk aangekocht en in 2016 ingewijd.
- Grietjens Gericht, waar vroeger de galg stond. Nu zijn er drie gerestaureerde grafheuvels en een reconstructie van het rad.
- De Historische Groentenhof te Rijkel, waar zeldzame en bijzondere groenten worden geteeld.

## Economie
Beesel is (inter)nationaal bekend vanwege zijn keramiek. In 1923 startte St. Joris keramische industrie, een onderneming die nog steeds bestaat en nu met name voor de bouw werkt (glazuurstenen). In 1937 werd het atelier St. Joris opgericht, als afdeling van de steenfabriek. In het kunstatelier werden naast werk voor kerken en de openbare ruimte ook gebruiksgoed en vazen onder de naam Terraco vervaardigd. Kunstenaars als Piet Schoenmakers, Mathieu Boessen en Frans Lommen werkten er. Ook Handwerk Loré (1955-1981) en Ciro Keramiek (1971-?) waren actief in Beesel. De Stichting Beesels Keramisch Erfgoed, opgericht in 2006, zet zich in voor het behoud van dit unieke materiaal.
Hiernaast is er Frumarco, een appelstroopfabriek die in 1852 werd opgericht.

## Natuur en landschap
Beesel ligt nabij het laagterras van de Maas, op een hoogte van ruim 20 meter. Bij de buurtschap Rijkel bevindt zich een grindplas in een Maasbocht. Daar ligt ook het natuurgebied Donderberg, een bebost rivierduingebied. Het Beesels Broek, ten zuidoosten van Beesel, is een broekgebied met kwel. De Huilbeek, die daar ontspringt, doorkruist het dorp en mondt ten noorden van Beesel uit in de Maas. Ten noordoosten van het dorp ligt het natuurgebied de Lommerbergen.
In het zuiden van Beesel vormt de Swalm de grens met Swalmen.

## Draaksteken
Beesel is vooral bekend door het Draaksteken, een openluchtschouwspel over de legende van Sint Joris en de Draak. Eens in de zeven jaar staat heel Beesel in het teken van deze oeroude strijd tussen goed en kwaad. In 2012 is het Draaksteken officieel als traditie toegevoegd aan de Nationale Inventaris van het Immaterieel Cultureel Erfgoed in Nederland. Een bijzondere erkenning voor dit openluchtspektakel, dat hiermee tevens als eerste Limburgse traditie is opgenomen op de erfgoedlijst. De traditie gaat terug tot 1736, de meest recente uitvoering was in 2023.

## Muziek
De in 2000 opgerichte dialectgroep The Holy Goats vindt haar oorsprong in Beesel.
Beesel is ook de thuishaven van Harmonie St. Gertrudis, die in 2023 verder ging als muziekvereniging KlanQ.

## Nabijgelegen kernen
Reuver, Neer (voetveer), Swalmen, Roermond